# Орсичі (зупинний пункт)
Орсичі (біл. Орсічы) — зупинний пункт Могильовського відділення Білоруської залізниці в Бобруйському районі Могильовської області. Розташований у селі Орсичі; на лінії Бобруйськ — Рабкор, поміж станцією Брожа і зупинним пунктом Мошни.